# Yves de La Casinière
Pour l’article homonyme, voir Nicolas de La Casinière.
Yves de La Casinière, ou Yves Chiron de La Casinière, né le 11 février 1897 à Angers et mort le 26 octobre 1971 à Paris 15e, est un musicien, compositeur et pédagogue français.

## Biographie
Yves Raoul Marie Gabriel Chiron de La Casinière est le fils de Jean Chiron de La Casinière, capitaine d'infanterie, et de Marie Gillet de Chalonge.
Il commença des études musicales au collège Mongazon d'Angers. Il apprit le piano et joua de l'orgue avec l'abbé Harpin qui officiait à la cathédrale d'Angers. Il étudia une dizaine d'années la musique. 
En 1914, il passa son baccalauréat (latin, Sciences et philosophie).
De 1915 à 1918 il fit son service militaire. Pendant cette période de la Première Guerre mondiale, il fit son service militaire comme jeune recrue. Il tomba malade vers la fin de la guerre. 
En 1919, une fois guéri, il partit découvrir la Tunisie.
Il s'installa, ensuite, à Paris où il fut élève de Nadia Boulanger à l'École normale de musique de Paris, ainsi que Max d'Ollone et de Georges Caussade au Conservatoire national supérieur de musique et de danse de Paris.
Il composa des musiques de films de Jean Renoir, René Clair.
En 1953, il devint inspecteur principal de l'enseignement musical à Paris.
En 1923, il obtint le deuxième Second Prix du Prix de Rome avec sa cantate "Béatrix".
En 1925, il obtint le premier Second Prix avec "La mort d'Adonis".
Il composa de nombreuses œuvres musicales et rédigea plusieurs ouvrages d'enseignement musical.
Il meurt à Paris le 26 octobre 1971 et son épouse Fernande en 1974.

## Œuvres
- Hercule et les Centaures, poésie symphonique, 1920
- Symphonie pour piano et orchestre, 1922
- Béatrix, Cantate, 1923
- Les Amants de Vérone, cantate, 1924
- Sonatine pour clavier et violoncelle, 1924
- La mort d’Adonis, Cantate, 1925
- Persée et Andromède, poésie symphonique
- Au clair de lune, Chanson (éditions Maurice Sénart : 1926).
- La p'tite Lili, musique de film, 1927
- Sonatine pour clavier et Violon, 1941
- Quatuor avec piano, 1942
- Trio avec piano, 1944
- 7 Petites pièces très faciles pour clarinette pour piano, 1956
- Berceuse pour hautbois et clavier, 1957
- Thème varié pour trompette et clavier, 1958
- Concerto pour orgue et Orchester, 1958
- Études pour piano
- Le Cheval, Chanson